# Svinsjön (Södra Vi socken, Småland)
Svinsjön är en sjö i Vimmerby kommun i Småland och ingår i Motala ströms huvudavrinningsområde.